# Pozo de Arana
El Pozo de Arana, Arana, Puesto Zorzal o El Campito eran las diferentes formas de denominar un centro clandestino de detención que funcionó en Argentina, durante la dictadura cívico-militar autodenominada Proceso de Reorganización Nacional (1976-1983). Integró el llamado Circuito Camps y fue una de las instalaciones secretas empleadas por las fuerzas armadas y de seguridad para ejecutar el plan sistemático de desaparición de personas de la dictadura. Funcionó durante los años 1976 y 1977 en la Delegación Cuatrerismo de la Policía de la Provincia de Buenos Aires en Arana, ubicada en la calle 137 esquina 640, Estación Arana en La Plata, Provincia de Buenos Aires.

## Hallazgo de restos óseos
Investigadores del Equipo Argentino de Antropología Forense (EAAF) descubrieron fragmentos óseos en un ex centro clandestino de detención que funcionó en La Plata, y que pertenecerían a detenidos que habrían sido ejecutados en el lugar.

## Testimonios
Cuando llegué allí, creí que era la entrada al infierno. Los guardias me empujaban de un lado al otro, como jugando al 'ping pong'; escuchaba los gritos desgarradores de los torturados y veía constantemente pasar gente camino a la máquina.
Pedro Augusto Goin, Legajo N° 2846

Tuvimos conocimiento de que el Dr. Fanjul Mahía -dicen sus familiares- estuvo secuestrado en la Brigada de Investigaciones de La Plata; de allí fue llevado a la Comisarla 5ta. donde permaneció por varios meses. Posteriormente fue visto en Arana, en la Brigada de Investigaciones, y de nuevo en Arana, donde se pierde su rastro
Legajo N° 2680

Fui secuestrado a la una de la mañana, en el domicilio de mis padres, por personal militar al mando del Capitán Bermúdez. Me llevaron a Arana, para ser interrogado y torturado. En ese lugar pasaba gran cantidad de gente, especialmente durante la noche. Eran frecuentes los comentarios de los guardias 'ése es boleta'
Néstor Busso - Legajo N° 2095

Se los enterraba en una fosa existente en los fondos del destacamento, siempre de noche. Allí se colocaban los cuerpos para ser quemados, disimulando el olor característico de la quema de carne humana, incinerando simultáneamente neumáticos"
Legajo N° 1028.

Allí estuvieron detenidos-desaparecidos también Jorge Julio López, Ambrosio Francisco de Marco y Patricia Dell Ortto, Norberto Rodas, estos tres últimos asesinados en el mismo.